# Ignacy Strawiński
Ignacy Strawiński herbu Sulima (zm. przed 27 marca 1787 roku) – podkoniuszy litewski w 1771 roku, starosta słonimski w latach 1762–1765.
Na sejmie koronacyjnym 1764 roku wyznaczony ze stanu rycerskiego do Asesorii Wielkiego Księstwa Litewskiego. Na Sejmie Rozbiorowym w 1775 roku powołany do Asesorii Wielkiego Księstwa Litewskiego.